# Calamaria thanhi
Calamaria thanhi este o specie de șerpi din genul Calamaria, familia Colubridae, descrisă de Arthur William Ziegler și Quyet în anul 2005. Conform Catalogue of Life specia Calamaria thanhi nu are subspecii cunoscute.